# Hans Lindqvist
Hans Christer Lindqvist, född 9 januari 1942 i Gävle Heliga Trefaldighets församling, Gävleborgs län, är en centerpartistisk politiker och jurist, bosatt i Värmdö.

## Biografi
Lindqvist tog 1968 en jur.kand. vid Uppsala universitet. Han var tingsnotarie vid Stockholms tingsrätt 1968-1971 och arbetade därefter som bolagsjurist i bland annat Westman Marketing AB. Han var forskarstudent vid Institut Hautes Études International och Institut d´Etudes Europeénnes i Genève 1971-1973 och har därifrån Diplom motsvarande ungefär lic.examen i Sverige.

### Politisk gärning
Hans Lindqvist var valombudsman för Centerpartiet i Stockholm under valrörelsen 1973. Därefter arbetade han på Landstingsförbundet och senare under flera år som landstingsrådssekreterare för Knut Nilsson i Stockholms läns landsting. Han har varit aktiv politiskt i Värmdö kommun, där han bor, sedan 1973 och har varit ledamot i kommunfullmäktige i omgångar (inte under tiden i EU-parlamentet 95-99). Han var ordförande i miljö- och byggnämnden 2002-2006 och kommunalråd under en del av mandatperioden 2006-2010, då han också var ledamot av kommunstyrelsen. Han var ordförande i framtids- och klimatberedningen i Värmdö som 2010 presenterade sitt slutbetänkande som bland annat legat till grund för översiktsplaneringen i Värmdö.
Han blev ledamot av landstinget första gången 1988-94. Efter valet 2010 till landstingsfullmäktige i Stockholms län var Hans Lindqvist Centerpartiets vice gruppledare och hade ett flertal uppdrag inom landstinget.
Hans Lindqvist är nu ersättare i både landstingsfullmäktige och kommunfullmäktige i Värmdö kommun. Han är 2016 ledamot av landstingsstyrelsens pensionärsråd och ersättare i Socialnämnden och bolagsstyrelsen i Gustavsbergsbadet. Han har under 7 år varit ordförande i föreningen KOMPASS (KOMmuner som Prövar Att Satsa på Spårbilar).
Hans är ordförande i EU-kritiska Centernätverket och var ledande i kampanjen 1994 för ett nej till svenskt EU-medlemskap, bland annat som ordförande för Nej till EU. Han var ledamot av Europaparlamentet 1995-1999. I EU-parlamentsvalet 1999 stod Lindqvist som tredje namn på centerns valsedel. Han erövrade 25,4 % av partiets personröster och var den näst mest kryssade av partiets kandidater. Men partiet fick bara ett mandat och han fick därför lämna EU-parlamentet.  Inför EU-parlamentsvalet 2009 kom Lindqvist högt i centerns provval men hamnade inte alls på den slutgiltiga listan.